# Nilda Maria (atriz)
Nilda Maria Toniolo, mais conhecida como Nilda Maria (Santa Maria, 28 de setembro de 1935) é uma atriz brasileira. 

## Biografia
Nilda iniciou a sua carreira teatral quando ingressou na Escola de Artes Dramáticas de
Porto Alegre, nos anos 1950. Fundou lá o Teatro de Equipe junto de Paulo José, Mario de
Almeida, Milton Mattos e Paulo Cesar Pereio. No começo dos anos 1960 se estabeleceu
em São Paulo, participando de importantes companhias de teatro como a companhia
Cacilda Becker e o Teatro Brasileiro de Comédia (TBC). Além disso, desenvolveu uma
parceria com Ruth Escobar, tendo participado da inauguração do Teatro Ruth Escobar
com a peça “A Ópera dos Três Vinténs” (1964). Depois disso, participou de “As Fúrias”, “O
Balcão”, “Os Dois Cavaleiros de Verona“ e “Revista do Henfi”. 
Em 1970, duração a produção da peça O Balcão, de Jean Genet, Nilda e Ruth Escobar foram presas e levadas ao DOPS. Nilda passaria sete meses presa em três presídios diferentes, marcando mais um episódio de prisão arbitrária e censura durante a ditadura militar brasileira.
Na TV Cultura apresentou de 1981 à 1983 um programa infantil, chamado Curumim. Além disso, também fez teleteatros com a direção de Roberto Vignati e Antonio Abujamra. Na TV Tupi fez parte também do elenco da novela Vila do Arco em 1975. 

## Filmografia

### Televisão
| Ano       | Título       | Personagem    | Notas                                |
| --------- | ------------ | ------------- | ------------------------------------ |
| 1973      | Teatro 2     | —             | Episódio: "Dia Torto"                |
| 1975      | Vila do Arco | Cesária       | [ 2 ]                                |
| 1975      | Teatro 2     | —             | Episódio: "Onde a Cruz está Marcada" |
| 1976      | Teatro 2     | —             | Episódio: "O Bilhar"                 |
| 1979      | Teatro 2     | —             | Episódio: "The Star"                 |
| 1979      | Teatro 2     | —             | Episódio: "A Mãe e o Filho da Mãe"   |
| 1981-1983 | Curumim      | Apresentadora |                                      |
| 1982      | Caso Verdade | Henriqueta    | Episódio: "O Menino dos Milagres"    |

### Cinema
| Ano  | Título                   | Personagem |
| ---- | ------------------------ | ---------- |
| 2010 | Topografia de um Desnudo | Téo        |

## Teatro[6]
| Ano       | Título                                        | Direção                 |
| --------- | --------------------------------------------- | ----------------------- |
| 1956      | O Caso do Chapéu                              | Carlos Murtinho         |
| 1956      | O Caso do Vestido                             | Carlos Murtinho         |
| 1956      | Marido Magro e Mulher Chata                   | Carlos Murtinho         |
| 1958      | Antoinette ou A Volta do Marquês              |                         |
| 1958      | Rondó 58                                      | Mario de Almeida        |
| 1960      | Almanjarra                                    | Mario de Almeida        |
| 1960      | A Farsa da Esposa Perfeita                    | Mario de Almeida        |
| 1960      | Amor por Anexins                              | Paulo José              |
| 1960      | A Semente                                     | Flávio Rangel           |
| 1961      | Quarto de Despejo                             | Amir Haddad             |
| 1961      | A Escada                                      | Flávio Rangel           |
| 1961      | Oscar                                         | Cacilda Becker          |
| 1962      | Yerma                                         | Antunes Filho           |
| 1962      | A Morte do Caixeiro Viajante                  | Flávio Rangel           |
| 1962      | O Noviço                                      | Augusto Boal            |
| 1963      | O Santo Milagroso                             | Walmor Chagas           |
| 1963      | Os Pequenos Burgueses                         | Zé Celso                |
| 1964      | A Mandrágora                                  | Augusto Boal            |
| 1964      | A Ópera dos Três Vinténs                      | José Renato             |
| 1964      | A Pena e a Lei                                | Antônio Abujamra        |
| 1966      | A História da Família Limoeiro                | Flávio Porto            |
| 1966      | As Fúrias                                     | Antônio Abujamra        |
| 1966      | Quatro num Quarto                             | Paulo Villaça           |
| 1968      | Os Últimos                                    | Antônio Abujamra        |
| 1970      | O Balcão                                      | Victor Garcia           |
| 1971      | Os Dois Cavaleiros de Verona                  | Michael Bogdnavov       |
| 1971      | Um Violinista no Telhado                      | Wilfredo Ferrán         |
| 1972      | Como Somos (Cromossomos)                      | Clay Gama de Carvalho   |
| 1973      | Hoje é dia de Rock                            | Emilio di Biasi         |
| 1974      | Margarida do Castelo                          | Espetáculo de Fantoches |
| 1978      | Revista do Henfil                             | Ademar Guerra           |
| 1978      | Mortos sem Sepultura                          | Fernando Peixoto        |
| 1979      | É                                             | Paulo José              |
| 1984      | A Passagem da Rainha                          | Álvaro Guimaraes        |
| 1986      | Caminho que Fazem o Darro e o Genil até o mar | Tereza Aguiar           |
| 1994      | Joan                                          | Wladimir Ponchirolli    |
| 1997      | A Aurora de Frederic Chopin                   | Wladimir Ponchirolli    |
| 1998      | A Casa de Bernarda Alba                       | Wiliam Pereira          |
| 1998      | A Vida de Galileu                             | Cibele Forjaz           |
| 1998      | O Canto do Cisne                              | Roberto Vignati         |
| 1999/2001 | Lembrar é Resistir                            | Silnei Siqueira         |
| 2020      | Teatro na Mário: Nilda Maria Lê Adélia Prado  |                         |